# Pierre-Jean-Baptiste Thiac
Pierre-Jean-Baptiste Thiac, dit le Jeune, est un architecte bordelais, né le 29 juin 1762 à Bordeaux et mort à Bordeaux le 18 mars 1815.
Il est le fils de Charles Martin Thiac (né en 1722), maître menuisier à Bordeaux, et de Madeleine Couasse. Il s'est marié en 1799 avec Rose Désirée Fanny Lalanne avec qui il a eu cinq enfants, dont Joseph-Adolphe Thiac, architecte à Bordeaux.
Il est le neveu de Thérèse Thiac qui a habité au 34 rue du Cahernan (aujourd'hui rue Sainte-Catherine). Elle a été guillotinée le 3 thermidor an II (21 juillet 1794) pour avoir logé et caché son cousin le père Martinien Pannetier, grand-carme du couvent de Bordeaux, exécuté en même temps.

## Biographie
Il a d'abord suivi les cours de l'École d'architecture de Bordeaux. Au moment où il suit cet enseignement, il peut voir s'élever le Grand Théâtre de Bordeaux construit par l'architecte Victor Louis et en subir l'influence.
Il remporte le prix de Rome au concours d'architecture institué par les jurats de Bordeaux en 1787. Il fit alors un voyage en Italie.
Architecte agréé par l'Académie de peinture, sculpture, architectures civile et navale de Bordeaux, il participe à l'exposition de Bordeaux de 1787 en présentant un dessin : Plan, coupe et élévation d'un Colisée projeté vis-à-vis le bosquet d'un Jardin public.
Durant la Terreur, il est arrêté et emprisonné au Fort du Hâ pour avoir confectionné une cachette dans laquelle sera retrouvé un prêtre réfractaire. Jugé, il sera cependant acquitté.
Il devint membre en 1804 de l'Académie de Bordeaux et figure parmi les membres fondateurs de la Société du Musée. À cette époque, il logeait près au pont Saint-Jean. Il fut ingénieur d'hydraulique au service de la voirie de la ville.
Il a construit les Bains orientaux qui se trouvaient sur la Garonne, vis-à-vis de l'hôtel de la Bourse. Ils subsistèrent jusqu'en 1826.
Il a participé au mouvement de construction des maisons dans les nouveaux quartiers de Bordeaux dont plusieurs subsistent.
Il a laissé des mémoires et de nombreux dessins d'architecture.

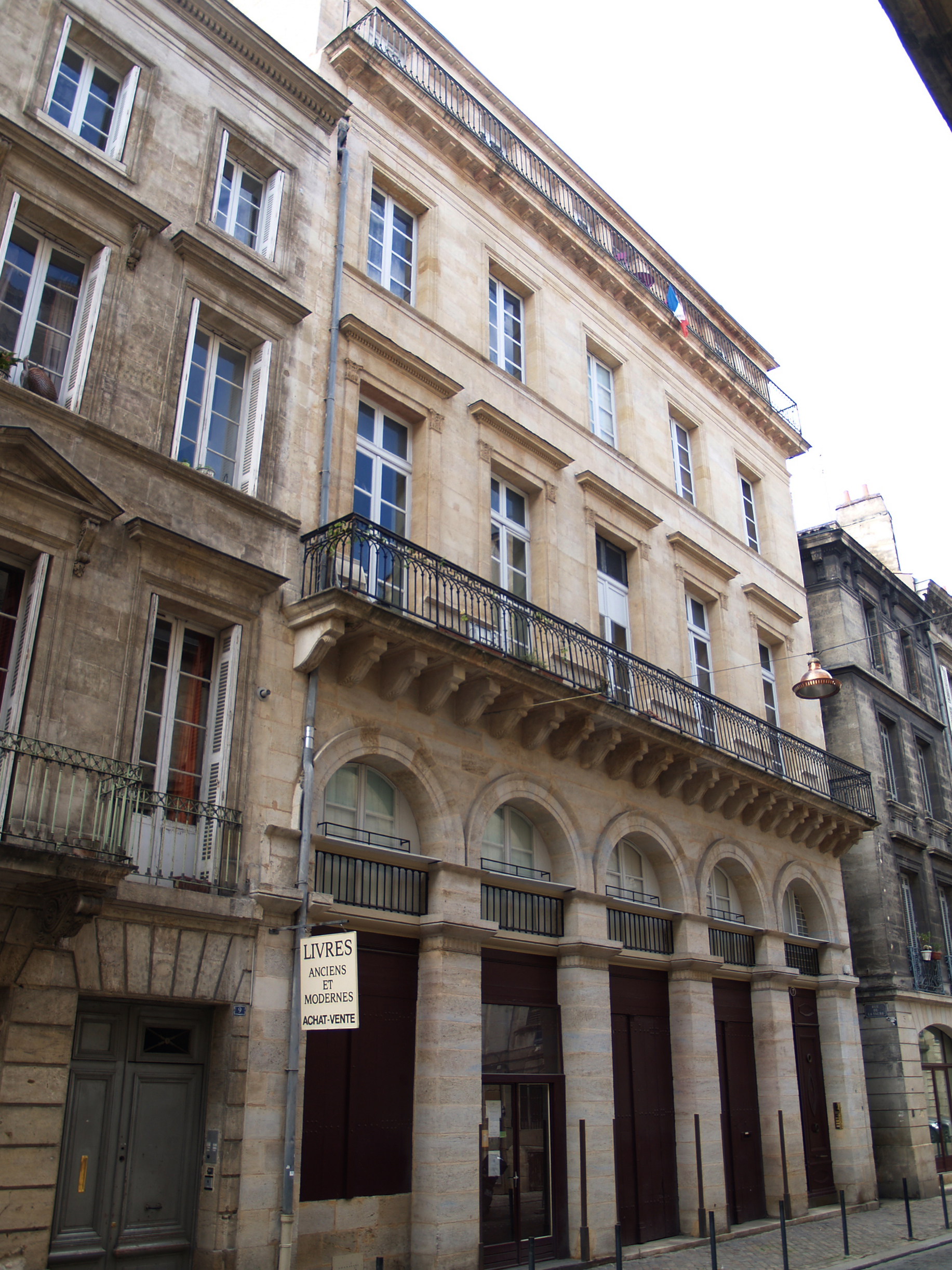
Maison Jean-Jacques Bosc, 1807.

## Principales réalisations
- Bains orientaux (détruits)
- Maison Jean-Jacques Bosc : En 1807, le négociant Jean-Jacques Bosc fait construire par Pierre-Jean-Baptiste Thiac sa demeure associant les fonctions commerciales, résidentielles et de stockage. Celle-ci est actuellement située au 7 de la rue du Chai-des-Farines[2].
- Maison Thiac au no 22 rue de Cahernan (176 rue Sainte-Catherine[3]) où il est mort.